# Secundino Delgado Rodríguez
Secundino Delgado Rodríguez (Santa Cruz de Tenerife, 5 d'octubre de 1867 - Santa Cruz de Tenerife, 4 de maig de 1912) fou un polític canari, considerat el pare del nacionalisme canari modern. Fill d'un ferrater, el 1885 va emigrar a Cuba, on va mantenir contactes amb independentistes i anarquistes, i més tard a Tampa, Florida, on hi treballà en una fàbrica de tabacs. Allí participà en el Círculo de Trabajadores i en la redacció del periòdic obrer El Esclavo, setmanari anarquista que defensava la independència de Cuba. En els seus textos trobem de vegades referències a Mikhaïl Bakunin i a Piotr Kropotkin. S'ha especulat si arribà a conèixer el líder cubà José Martí.
Participarà activament el 1895 en la vaga de tabaquers de Tampa, participant en les comissions sindicals i serà considerat un dels capitosts del conflicte, raó per la qual serà detingut amb altres activistes. Posteriorment es trasllada a Cayo Hueso i d'aquí torna a l'Havana, Cuba, on treballarà com a ferrater en una empresa de transports, que compatibilitzarà amb la seva activitat política (raó per la qual serà acomiadat). Amb posterioritat serà acusat de l'elaboració de l'explosiu utilitzat en un atemptat contra la Capitania General de la Habana, si bé sembla poc probable que hagués estat implicat en aquesta acció en concret.

## Estada a Veneçuela
En 1896 tornà uns mesos a Santa Cruz de Tenerife i tornà a marxar a Caracas. Serà a partir d'aquest moment quan comenci a ocupar-se de la "qüestió nacional canària". La seva formació política i ideològica té lloc a l'exili, i al seu retorn a Canàries, decideix bolcar la seva lluita cap a la independència de Canàries, aplicant la idea d'alliberament de les nacions oprimides. Aquesta estada a les illes serà breu, car ha d'expatriar-se novament a causa dels moviments del general Weyler per a ordenar el seu ingrés a la presó.
Ja a Veneçuela, començà a establir contactes amb la colònia canària resident a fi d'organitzar un moviment emancipatori canari i difondre aquestes idees (a través d'una publicació que es titularà El Guanche). Aquesta vegada les persones amb les quals pren contacte procedeixen de la petita burgesia republicana de La Palma, relacionades també amb la francmaçoneria: José Esteban Guerra Zerpa, que havia treballat en el periòdic El Time i fundat el Diario de Avisos (més tard deixaria la direcció d'aquest periòdic, que evolucionaria cap al conservadorisme); i Francisco Brito Lorenzo. No obstant això, a pesar que els seus col·laboradors no procedissin d'aquest ambient, Secundino mantindrà en aquesta etapa el seu discurs obrerista. Es funda així el periòdic El Guanche, amb Secundino com a director-redactor, el qual tindrà com lema només per les Canàries i per als canaris, a causa de la prohibició que feia la legislació veneçolana sobre la participació estrangera en la política del país (que afectava també a la difusió de propaganda); això no impedeix que continuï signant articles on parli de l'internacionalisme i del proletariat com una sola família.
Però El Guanche de cap manera es tracta d'un periòdic obrerista, i de fet parteix del seu finançament procedeix dels comerciants illencs de Veneçuela, per tant no és igual el discurs de Secundino que el discurs populista i interclasista d'alguns dels col·laboradors. D'altra banda cal destacar que els redactors del Guanche aposten decididament per la independència de Canàries, rebutjant-se explícitament les propostes autonomistes. També ataca sovint el caciquisme.
El periòdic es publica en un context en el qual la guerra a Cuba està molt present, i això es veu reflectit en el contingut d'aquest, fent contínues crides als canaris a no participar en l'exèrcit espanyol (ja des d'El Esclavo el mateix Secundino Delgado havia fet crides als voluntaris forçats de tot Espanya a rebel·lar-se contra el seu propi exèrcit i unir-se als revolucionaris obrers que lluitaven per la independència de Cuba). El Guanche no va tenir una difusió molt àmplia, però causarà una certa preocupació a Veneçuela, i serà empresonat per les mateixes autoritats veneçolanes. Tanmateix seguirà publicant alguns nombres més, dirigit ara per Guerra Zerpa. La intervenció militar dels EUA en el conflicte de Cuba, Puerto Rico i Filipines incidirà en el tancament definitiu del Guanche. Aquesta intervenció produirà un auge de l'espanyolisme, que afectarà a la mateixa colònia canària de Veneçuela. A això cal afegir els temors dels propis redactors del Guanche i de l'entorn del nacionalisme canari que EUA envaís Canàries. Si bé segueixen atacant Espanya per la seva actitud a les Antilles i a Canàries (acusant-la a més de ser la culpable del conflicte), a causa de la conjuntura decideixen suspendre la publicació del periòdic fins que el conflicte quedés resolt.

## Retorn a Canàries
Secundino Delgado fou expulsat de Veneçuela el 1898 i tornà a Canàries. En aquests moments s'estan introduint els nous monocultius del plàtan o el tomàquet, i alhora comença a aparèixer una tendència a la proletarització agrària i un creixement del proletariat urbà. També tindran una gran importància les activitats portuàries a Santa Cruz de Tenerife i Las Palmas de Gran Canària. El periodista i tipògraf José Cabrera Díaz promourà la creació d'associacions obreres, i l'associació de tots els gremis de treballadors. Comença així una incipient consciència de classe i la idea d'unir a tots els treballadors masculins (si bé comencen a aparèixer tímidament algunes reivindicacions tendents a la igualtat entre sexes, properes al feminisme). Es forma així l'Associació Obrera de Canàries, i el seu òrgan d'expressió, el periòdic El Obrero. José Cabrera Díaz serà el president d'aquesta Associació en la qual també participarà Secundino Delgado.
Des de l'Associació Obrera de Canàries, Secundino i altres promouran la creació d'un partit obrer que es presentés a les eleccions. Sorgeix així el Partit Popular Autonomista (PPA), de caràcter interclassista i anticaciquista. El PPA es declarava com autonomista i negà que defensés la independència de Canàries. El PPA es presentarà a les eleccions municipals de 1901 sense assolir bons resultats. De totes maneres aconsegueix un regidor a Santa Cruz de Tenerife. Per no voler comprometre l'Associació Obrera de Canàries i el periòdic El Obrero a un partit concret, es decideix fundar un nou periòdic que es titularà Vacaguaré...!, que tindrà una vida molt efímera. Els redactors d'aquest nou periòdic eren Secundino Delgado i Manuel Déniz, amb algunes col·laboracions de José Cabrera Díaz. Aquest periòdic defensarà més o menys els mateixos postulats que el PPA.
El 1902 Secundino Prim fou detingut, acusat pel ministre de la Guerra, el general Weyler, de fabricar l'explosiu utilitzat en l'atemptat contra la Capitania General de l'Havana en 1896. Serà traslladat a la Presó Model de Madrid, on serà visitat per l'anarquista Fermín Salvochea i per Nicolás Estévanez. Aquest període de presó seria després relatat pel mateix Secundino en el seu llibre Vacaguaré...! (Via-Crucis), publicat al Yucatán amb el pseudònim d'Antonio Rodríguez López (poeta palmer que havia publicat el relat Vacaguaré, amb la història de Tanausú i la princesa Acerina). En aquesta etapa el discurs de Secundino torna a acostar-se a l'anarquisme i a l'independentisme.
A la seva sortida de presó després de ser posat en llibertat sense càrrecs, escriurà dos relats per a la publicació anarquista La Revista Blanca. Tornarà a Canàries i anys més tard visitarà Nicolás Estévanez a l'Havana i publicarà a Mèxic el ja esmentat "Vacaguaré...! (Via-Crucis)". El 1910 torna a Canàries. En aquesta època moriren el seu fill i la seva filla, i al cap de poc, el 1912, moria Secundino Delgado a causa d'una tisi pulmonar.

## Obra i ideologia
L'obra escrita de Secundino Dlgado es limita a una sèrie d'articles, alguns poemes i relats literaris i una obra autobiogràfica. En el seu pensament es troba present una certa influència de l'anarquisme, si bé aquest no apareixerà igual de clar al llarg de tota la seva vida. També el mateix Secundino parlarà d'influències de Francesc Pi i Margall. El romanticisme es trobarà sempre present en els seus textos, carregat alhora de pessimisme, com s'observa en els seus contes i relats literaris. El seu guanxismeés una reivindicació romàntica de la seva figura, considerant-se hereu moral de la seva lluitas, no hereu biològic. També s'ha de tenir en compte el seu caràcter internacionalista i de la unió d'alliberament nacional amb l'alliberament social.
Per a acabar caldria assenyalar una sèrie d'elements que se li atribueixen falsament a Secundino Delgado. Un d'ells és la bandera blava amb les 7 estrelles blanques, que ha arribat a ser denominada com la bandera de Secundino; no obstant això Secundino no va tenir res a veure en l'elaboració d'aquesta bandera, i és molt poc probable que arribarà a utilitzar-la. Es tracta en realitat d'una bandera que va ser onejada a l'Ateneu de La Laguna a inicis del segle xx. L'altre element és la fundació del Partit Nacionalista Canari. El PNC es funda el 1924 a l'Havana, Cuba, anys després que Secundino hagués mort. Si bé s'autoproclamarien hereus del seu pensament, en realitat les propostes capitalistes i burgeses del PNC poc tenien a veure amb les idees de Secundino, a pesar que el partit fos fundat per un antic col·laborador seu, José Cabrera Díaz, però els plantejaments que defensarà a Cuba ja no tenien cap element obrerista.
D'altra banda en el cas de Cabrera Díaz ens trobem que comença a defensar la independència (el PNC de Cuba era obertament independentista) quan surt de Canàries. El periòdic del PNC, El Guanche (Segona època), arribarà a publicar un text on es defensava la independència des d'un punt de vista marxista, de la necessitat d'un alliberament nacional unida a un alliberament social, i tornant a assenyalar-se el fet de la dependència d'Anglaterra que ja fos assenyalat en el seu moment per Secundino.